# Dīdān-e Soflá
Dīdān-e Soflá (persiska: ديدانِ سُفلَى, دیدان سفلی, ديدانِ حُسِينی) är en ort i Iran.   Den ligger i provinsen Västazarbaijan, i den nordvästra delen av landet, 600 km väster om huvudstaden Teheran. Dīdān-e Soflá ligger 1 326 meter över havet och antalet invånare är 680.
Terrängen runt Dīdān-e Soflá är kuperad åt sydväst, men åt nordost är den platt.Runt Dīdān-e Soflá är det ganska tätbefolkat, med 185 invånare per kvadratkilometer. Närmaste större samhälle är Urmia, 14,7 km norr om Dīdān-e Soflá. Trakten runt Dīdān-e Soflá består till största delen av jordbruksmark.